# Strela (bergstopp)
Strela är en bergstopp i Schweiz.   Den ligger i regionen Prättigau/Davos och kantonen Graubünden, i den östra delen av landet, 180 km öster om huvudstaden Bern. Toppen på Strela är 2 636 meter över havet, eller 232 meter över den omgivande terrängen. Bredden vid basen är 1,7 km.
Terrängen runt Strela är bergig åt sydost, men åt nordväst är den kuperad. Närmaste större samhälle är Davos, 4,1 km öster om Strela. 
I omgivningarna runt Strela växer i huvudsak blandskog. Runt Strela är det ganska glesbefolkat, med 40 invånare per kvadratkilometer.